# الخميس الأسود (تونس)

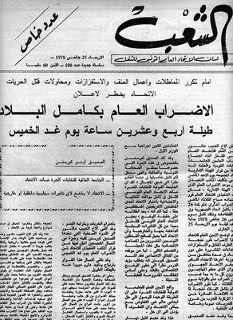
بلاغ الإضراب العام ليوم الخميس 26 جانفي 1978 في جريدة الشعب

الخميس الأسود هي مواجهات دامية هزت البلاد التونسية يوم 26 يناير 1978 إثر الصدامات العنيفة التي شهدها ذلك اليوم بين الطبقة الشغيلة يقودها اتحاد الشغل ونظام الرئيس الأسبق الحبيب بورقيبة.

## الأحداث
شهدت العلاقة بين الحزب الدستوري الحاكم والاتحاد العام التونسي للشغل تصدعا حادا بداية من السبعينات نتيجة مطالب عمالية ونقابية وسياسة التصعيد التي انتهجها نظام بورقيبة خاصة بإعلان الاتحاد الإضراب العام يوم 26 جانفي 1978 بعد انعقاد مجلسه الوطني أيام 8 و9 و10 جانفي 1978 وكانت هذه التواريخ بداية الحسم في قرار الإضراب سيما بعد فشل جميع المساعي الداخلية والخارجية لفض النزاع واشتعال فتيل المسيرات والمظاهرات التي عمت البلاد خاصة بمدينة صفاقس ومدينة قصر هلال والتي واجهها نظام بورقيبة بالخيار الأمني وذلك قبل أيام فقط من موعد 26 جانفي سيما بعد إقالة وزير الداخلية آنذاك الطاهر بلخوجة المعروف بعدم ميله إلى الحل الأمني وتعيين وزير الدفاع عبد الله فرحات مكانه مما ساهم في اشتعال الوضع أكثر ونزول الجيش لأول مرة إلى الشوارع وانتشاره في العاصمة يوم 26 جانفي.
وتؤكد تقارير مستقلة أن حوالي 400 قتيل سقطوا في الأحداث وجرح أكثر من ألف مواطن نتيجة المواجهات بين الجيش وبوليس بورقيبة من جهة والمتظاهرين من جهة أخرى في حين أقرت حكومة الهادي نويرة بسقوط 52 قتيلا و365 جريحا فقط.